# Douglas Barr
Pour les articles homonymes, voir Barr.
Douglas Barr, né le 1er mai 1949 à Cedar Rapids (Iowa), est un acteur, un auteur et un réalisateur américain.

## Biographie
Il amorce sa carrière d'acteur en jouant le rôle de Buzz Dillard dans la série télévisée When the Whistle Blows (en) en 1980. La série n'a aucun succès et est annulée après une saison, mais Barr apparaît de nouveau dans plusieurs séries comme acteur invité, notamment dans La croisière s'amuse ou Hôtel.
En 1981, il décroche le second rôle de Jim Schmidt dans le film La Ferme de la terreur (Deadly Blessing) de Wes Craven.
Son rôle le plus connu lui est venu, entre 1981 à 1986, de la série d'ABC L'Homme qui tombe à pic (The Fall Guy), où il incarne l'apprenti cascadeur Howie Munson pendant cinq saisons. Il joue ensuite un des personnages principaux de la série Le Magicien, puis un rôle secondaire dans une dizaine d'épisodes de Femmes d'affaires et Dames de cœur
Il passe à la réalisation en 1994 avec le film Dead Badge, dont il signe aussi le scénario, puis tourne 14 épisodes de la série télévisée Les Jumelles de Sweet Valley, avant de réaliser de nombreux téléfilms, dont, en 1997, Chaleur meurtrière (Ed McBain's 87th Precinct: Heatwave), qui met en scène les personnages du 87e District d’Ed McBain.
Il a également donné une dizaine de scénarios pour le cinéma et la télévision, notamment ceux des téléfilms Un bébé devant ma porte (Taking a Chance on Love) (2009), Le Trésor secret de la montagne (Secrets of the Mountain) (2010) et Notes from the Heart Healer (2013), dont il a aussi assumé la réalisation. 
Depuis le début des années 1990, il co-dirige avec Bruce Orosz une exploitation viti-vinicole de la Napa Valley, en Californie.

## Filmographie

### Acteur
- 1980 : When the Whistle Blows, série télévisée - 9 épisodes : Buzz Dillard
- 1980 : Les Secrets de l'invisible (The Unseen) : Tony Ross
- 1980 : L'Île fantastique (Fantasy Island) - La Femme invisible / Duo sur trapèze (Snow Bird / The Invisible Woman), épisode 7, saison 4 : Ned Pringle
- 1981 :  La Ferme de la terreur (Deadly Blessing) : Jim Schmidt
- 1981 - 1986 : L'Homme qui tombe à pic (The Fall Guy), série télévisée créée par Glen A. Larson - 112 épisodes : Howie Munson
- 1983 : Hôtel (Hotel) - Resolutions, épisode 23, saison 2 : Link ; Rallying Cry, épisode 2, saison 3 : Dr Michael Vaughn
- 1986 : Le Magicien (The Wizard), série télévisée créée par  Michael Berk, Paul B. Radin et Douglas Schwartz - 19 épisodes : Alex Jagger
- 1987 - 1991 : Femmes d'affaires et Dames de cœur (Designing Women), série télévisée créée par Linda Bloodworth-Thomason - 13 épisodes : Colonel Bill Stillfield
- 1987 : Comment se débarrasser de son patron (9 to 5) - My Fair Marsha, épisode 13, saison 5 : Ellison
- 1988 : Arabesque (Murder, She Wrote) - La Malédiction de Daanau (Curse of the Daanav) saison 4, épisode 14 : Mark Hazlitt
- 1988 : Superboy - Une arme silencieuse (Countdown to Nowhere), épisode 5, saison 1 : Roscoe Williams
- 1989 : A Peaceable Kingdom (en) - Bison, épisode 3, saison 1 : Daniel Pennington
- 1990 : Rich Men, Single Women  (TV) : Richard Hancock
- 1990 : Les marrrtiens (Spaced Invaders) de Patrick Read Johnson (en) : Sam
- 1990 : Menu for Murder (TV) : Charles Henshaw
- 1991 : CBS Schoolbreak Special - But He Loves Me, épisode 4, saison 8 : Al McBride
- 1991 : Enquêtes à Palm Springs (P.S. I Luv U) - Voisins Voisines (There Goes the Neighbourhood), épisode 11, saison 1 : John
- 1991 : Arabesque (Murder, She Wrote) - Ultime Correspondance (Terminal Connection), saison 8, épisode 7 : Greg Franklin
- 1992 : Business Woman (Lady Boss) de Charles Jarrott : Jerry Masterson
- 1994 : Waikiki Ouest (One West Waikiki) - Trafic de filles ('Til Death Do Us Part), épisode 1, saison 1 : Tom Haber
- 1994 : Escale en enfer (Temptation) de Strathford Hamilton : Captain Thomas

### Réalisateur
- 1994 : Dead Badge
- 1994 - 1996 : Les Jumelles de Sweet Valley (Sweet Valley High) - 14 épisodes
- 1996 : Colère froide (Conundrum) (TV)
- 1997 : Chaleur meurtrière (Ed McBain's 87th Precinct: Heatwave) (TV)
- 1997 : Traits pour traits (Cloned) (TV)
- 1999 : Destins confondus (Mistaken Identity) (TV)
- 2005 : Un mariage presque parfait (Confessions of an American Bride) (TV)
- 2006 : Pour le cœur d'un enfant (For the Love of a Child) (TV)
- 2007 : Dans la peau d'une ronde (To Be Fat Like Me) (TV)
- 2007 : The Note (en) (TV)
- 2009 : Un bébé devant ma porte (Taking a Chance on Love) (TV)
- 2010 : Le Trésor secret de la montagne (Secrets of the Mountain) (TV)
- 2010 : Les génies contre-attaquent (The Jensen Project) (TV)
- 2011 : Game Time: Tackling the Past (TV)
- 2012 : Notes from the Heart Healer (TV)
- 2013 : La Croisière mystère (The Mystery Cruise) (TV)
- 2014 : Northpole (TV)
- 2015 : Northpole: Open for Christmas (TV)
- 2017 : Les mystères d'Emma Fielding: Le trésor oublié (TV)

### Scénariste
- 1986 : Le Magicien (The Wizard) - Il faut le voir pour le croire (Seeing Is Believing), épisode 4, saison 1
- 1993 : Fade to Black (TV)
- 1993 : The Cover Girl Murders (TV)
- 1994 : Dead Badge
- 1994 : Escale en enfer (Temptation)
- 1996 : Colère froide (Conundrum) (TV)
- 2009 : Un bébé devant ma porte (Taking a Chance on Love) (TV)
- 2010 : Le Trésor secret de la montagne (Secrets of the Mountain) (TV)
- 2013 : Notes from the Heart Healer (TV)